# 屈辰蘭根巴赫河

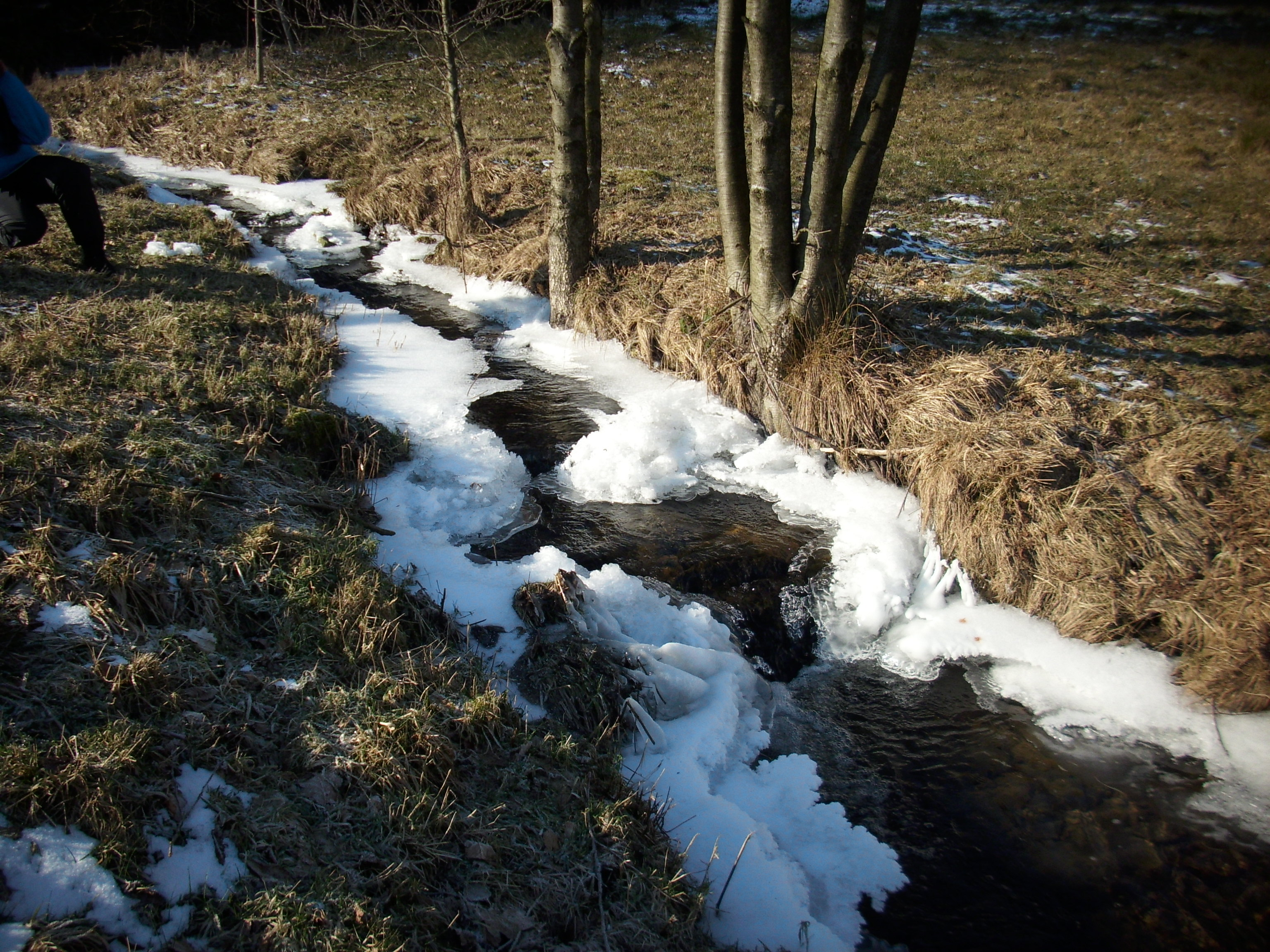

50°54′35.1″N 8°12′53.8″E / 50.909750°N 8.214944°E
屈辰蘭根巴赫河（德語：Kütschenlangenbach），是德國的河流，位於該國西部，處於北萊茵-威斯特法倫州，屬於錫格河的右支流，河道全長2.5公里，流域面積2.1平方公里。